# Jabla

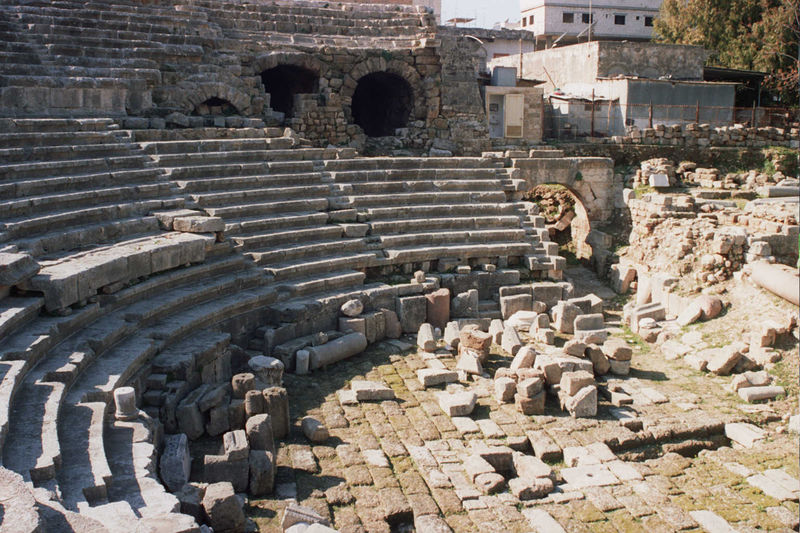
Ruin efter romersk teater i Jabla.

Jabla (arabiska: جبلة) är en stad vid medelhavskusten i västra Syrien. Den är den näst största staden i provinsen Latakia och hade 53 989 invånare vid folkräkningen 2004.